# Ettisweiler
Das Dorf Ettisweiler ist mit 53 Einwohnern (Stand: 31. Dez. 2010) der kleinste Teilort der Gemeinde Krauchenwies und liegt etwa zwei Kilometer südlich des Hauptorts Krauchenwies im Landkreis Sigmaringen (Baden-Württemberg).

## Geographie

### Geographische Lage
Das Dorf Ettisweiler liegt am Ende eines Moränenriedels der Rißeiszeit zwischen Andelsbach- und Kehlbachtal, wo sich die beiden Täler zu einer breiteren Niederung vereinigen.

### Geologie
Zentrale Rolle für Ettisweiler spielt der Kiesförderung im Trockenabbau durch die Firma Martin Baur. Der Gemeinderat von Krauchenwies genehmigte 2004 mit dem Abbauabschnitt „Ettisweiler III“ eine Erweiterung der Abbaufläche um 12,4 Hektar. Die davor genehmigte Abbaufläche betrug bereits 29 Hektar. Auf der über 41 Hektar großen Abbaufläche werden Rohkies und Sande gefördert.

### Ausdehnung des Gebiets
Die Gesamtfläche der Gemarkung Ettisweiler beträgt 182 Hektar und ist somit die zweitkleinste Gemarkung des Landkreises Sigmaringen.

## Geschichte
Der Name Ettisweiler setzt sich zusammen aus den Namensbestandteil Ettis und Weiler. Ettis, ursprünglich wohl Otilin, war ein Männername und Weiler ist lateinischen Ursprungs und steht für Villa oder Haus.
Das Dorf entstand vermutlich um das Jahr 750. Eine gesicherte Ersterwähnung stammt aus dem Jahre 1094 und findet sich in den Aufzeichnung zur Gründungsgeschichte des Klosters St. Georg im Schwarzwald als die Freien Albert und Eberhard von Nendingen ihren gesamten Besitz in Othelineswilare dem Heiligen St. Georg übergaben. Eine weitere Schreibweise war wohl auch Othelinesuuilare.
Der Ort lag im Bereich der Goldineshuntare, dann im Gau Ratoldesbuch, später in der Grafschaft Sigmaringen.
Im Spätmittelalter und in der Neuzeit stand Ötiswiler (Ettisweiler) unter Gutsverwaltung mehrere Klöster. Zu diesen zählten Kloster Salem, Kloster Wald, Kloster Hedingen, Inzigkofen und das Heiligkreuzspital zu Pfullendorf.
Ein trauriges Kapitel in der Geschichte von Ettisweiler ist die Zeit des Dreißigjährigen Kriegs (1618 bis 1648). Ettisweiler verlor alle seine Bewohner, wüst lagen die Äcker, und die drei Gehöfte, die dem Spital in Pfullendorf gehörten standen öde und leer. Lange Zeit blieben die Höfe verlassen. Erst nach Beendigung des Krieges kam es zu einer Neuansiedlung durch Personen aus dem Kanton St. Gallen in der Schweiz. Der Stammvater der Familie Wetz begab sich unter die Herrschaft des Pfullendorfer Spitals. Dieses überließ ihm und seinen drei Söhnen die drei Höfe zu Ettisweiler gegen drei Laibe Brot. Aus dieser Zeit rührt der Neckname „kleine Schweiz“ für Ettisweiler. Auch heute noch werden die Bewohner spöttisch „Schweizer“ gerufen.
Ebenfalls in der Zeit des Pfullendorfer Spitals wurden in Ettisweiler Schupflehengüter veräußert.
Ettisweiler gehörte nach der Gründung des fürstlichen Oberamtes Sigmaringen Anfang des Jahres 1807 zum Regierungsbezirk Sigmaringen, den Hohenzollernschen Landen, zum Königreich Preußen. Ein Vertrag vom 12. Oktober 1835 legte jedoch fest, dass bestimmte Gebiete Hohenzollern-Sigmaringens in Zollfragen durch das Großherzogtum Baden verwaltet wurden, darunter auch Ettisweiler des Oberamts Sigmaringen.
Das Dorf besaß in der Zeit zwischen 1899 und dem 4. Februar 1935 eine kleine Gaststätte mit dem Namen Zum Löwen.
Am 1. Dezember 1910 zählte Ettisweiler 81 Einwohner, 1933 72 Einwohner und 1939 77 Einwohner.
Am 1. Dezember 1971 wurde Ettisweiler nach Krauchenwies eingemeindet.

## Religion
Kirchlich gehörte der Ort bis 1822 zu Zell am Andelsbach. Heute gehört St. Georg zur katholischen Pfarrgemeinde St. Odilia in Hausen am Andelsbach.

## Politik

### Wappen
Das Ortswappen von Ettisweiler, ein geteiltes Schild oben in Gold ein doppelbalkiges rotes Kreuz, unten in Rot ein stehender goldener Hirsch. Das doppelbalkige Kreuz, auch als Lothringer Kreuz bekannt, weist auf das Spital zu Pfullendorf, das vom 16. bis ins 19. Jahrhundert alleiniger Grundherr in Ettisweiler war. Der Hirsch deutet auf die einstige Zugehörigkeit des Ortes zur Grafschaft Sigmaringen. Die obere Schildhälfte bringt die Sigmaringer Farben in Umkehrung.
Vorschlag des Staatsarchivs Sigmaringen vom Jahre 1947. Verleihung am 31. Mai 1958 durch das Innenministerium Baden-Württemberg (Nr. IV 31/31 a Ettisweiler/1).

## Kultur und Sehenswürdigkeiten

### Vereine
- Freiwillige Feuerwehr Ettisweiler

### Bauwerke

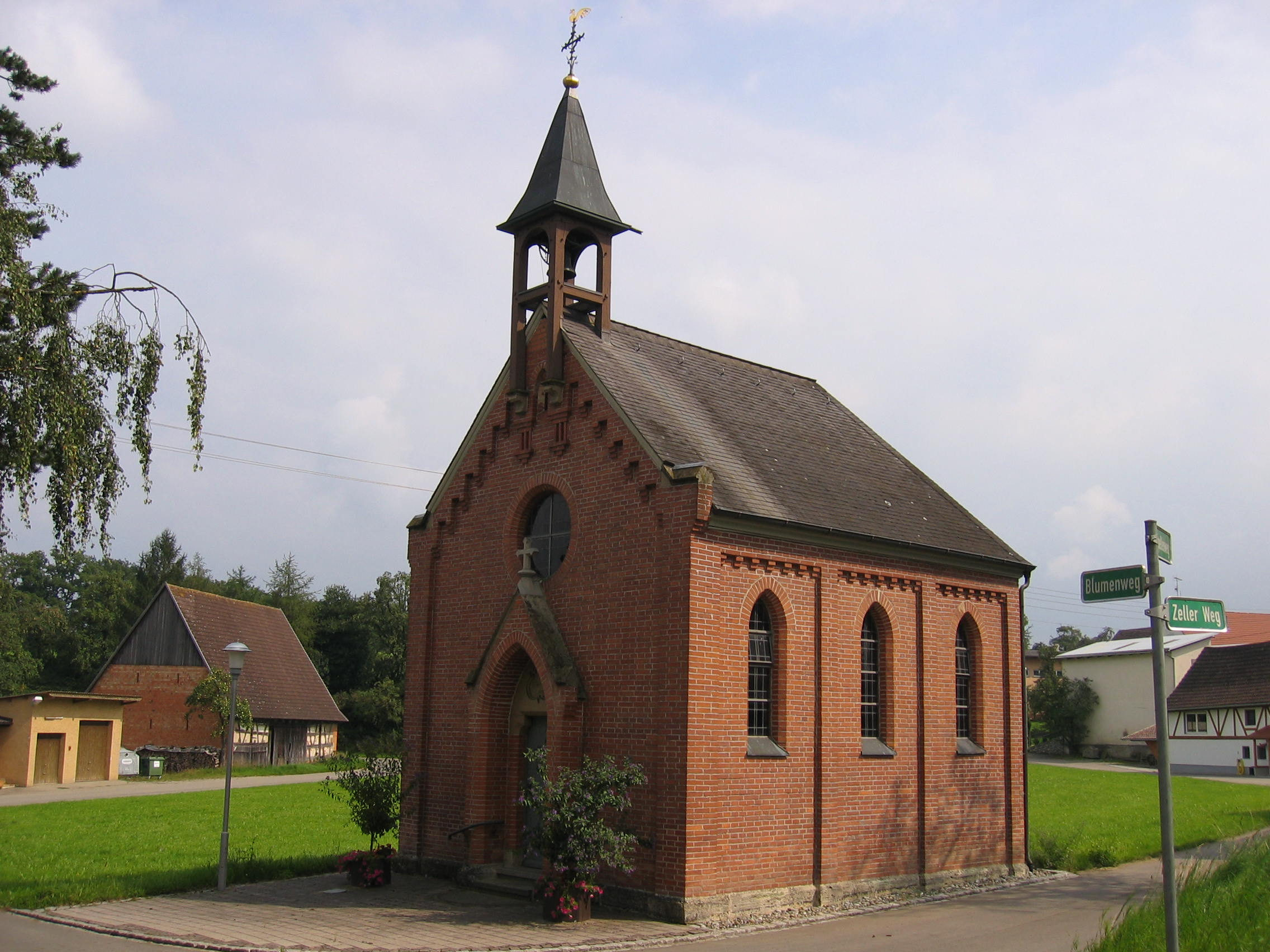
Restaurierte Kapelle in Ettisweiler

Kapelle Ettisweiler: Die Kapelle wurde im Jahre 1879 zu Ehren der Schmerzhaften Muttergottes und des Heiligen St. Georgs erbaut. Finanziert wurde der Bau größtenteils durch Stiftungsgelder der Brüder Didakus und durch Fronleistungen der Ettisweiler Bürger. Kirchlich gehörte Ettisweiler bis 1822 zu Zell am Andelsbach, seitdem zu Hausen am Andelsbach. In den letzten Jahren erfolgte die Restaurierung der Kapelle mit neuem Wimpergabschluss und Neugestaltung des Eingangsbereichs.